# Podróże pana Kleksa
Podróże Pana Kleksa – książka dla dzieci napisana w roku 1961 przez Jana Brzechwę. Książka jest kontynuacją Akademii pana Kleksa.

## Opis treści
W kraju o nazwie Bajdocja mieszkają bajarze, na czele których stoi Wielki Bajarz, wybierany przez pozostałych mieszkańców raz na dwadzieścia lat. Największym problemem w tym kraju jest brak czarnego atramentu, za pomocą którego bajarze mogliby spisywać wymyślone przez siebie bajki i zachować je dla potomności. Pewnego dnia w Bajdocji zjawia się słynny naukowiec Ambroży Kleks i obiecuje w ciągu roku zdobyć atrament dla Bajdocji. Pan Kleks otrzymuje trójmasztowiec o nazwie "Apolinary Mruk" wraz z załogą. Wyrusza na pełną przygód i niebezpieczeństw wyprawę. Odwiedza takie fantastyczne wyspy i krainy jak Abecja, Patentonia, Parzybrocja, Przylądek Aptekarski oraz Nibycja. W różnych krainach zostaje część załogi, a reszta oddziela się od profesora. Tratwę z marynarzami wiatr niesie do innego kraju – Alamakoty. Mimo że w żadnej z odwiedzonych krain Pan Kleks nie zdobył atramentu, dotrzymuje obietnicy – sam zamienia się w kałamarz z atramentem, który ląduje na biurku Wielkiego Bajarza. Wielki Bajarz rozpoczyna pisanie bajki o przygodach pana Kleksa.